# Baginton

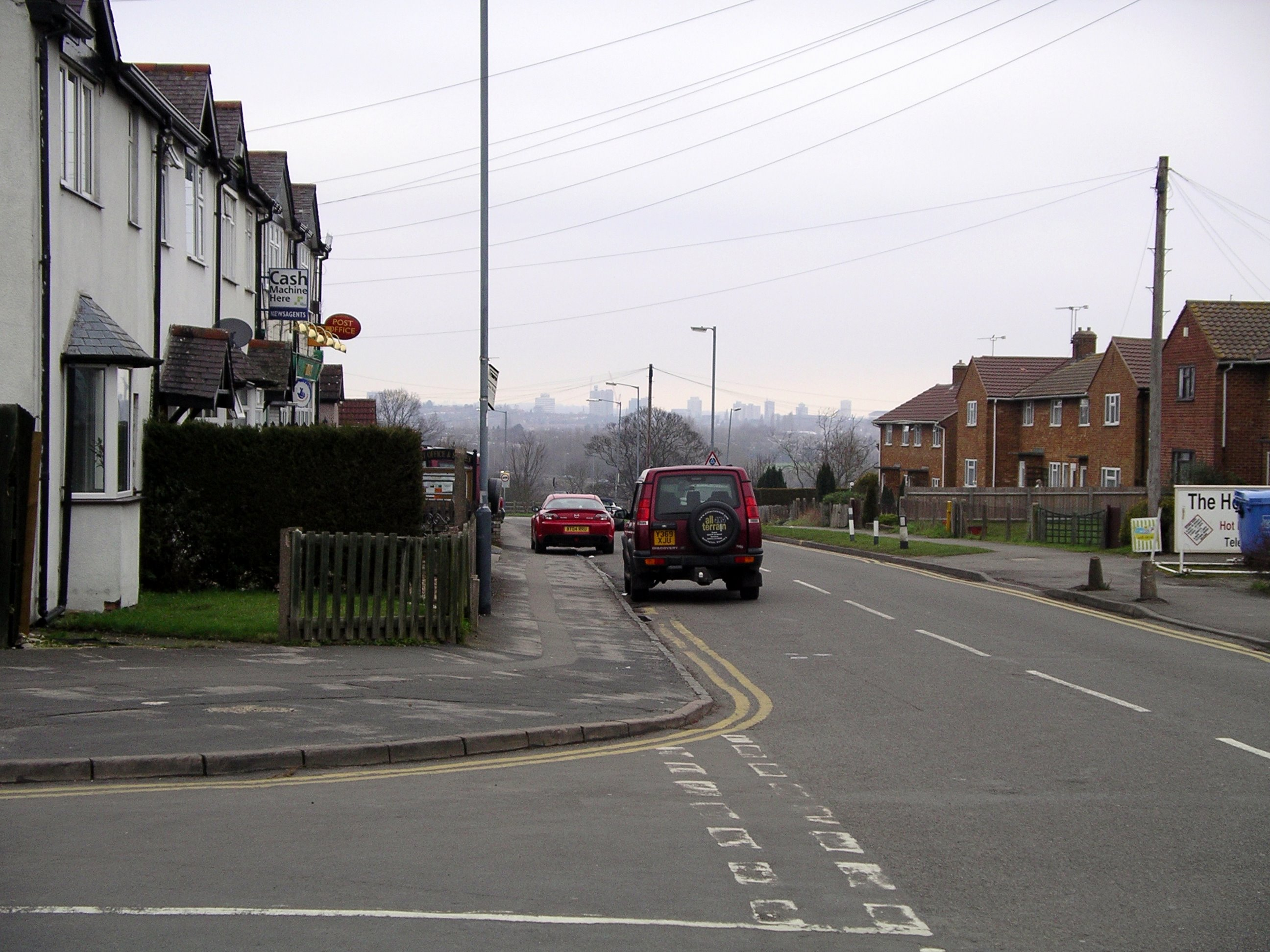
Blick über die Coventry Road in Baginton. Im Hintergrund sind Gebäude von Coventry in ca. 6 km Entfernung sichtbar.

Baginton (oft fälschlich Bagington) ist ein Dorf und Civil Parish im Distrikt Warwick von Warwickshire, England. Es hat eine gemeinsame Grenze mit der Stadt Coventry im County West Midlands.

## Geographie und  Verwaltung
Baginton liegt 4 miles (6,5 km) südlich von Coventry und sieben miles (11 km) nördlich von Leamington Spa. 2022 hatte der Ort 741 Einwohner (2011 Census). Im Ort liegt das Lucy Price Playing Field.
In nächster Nähe befinden sich der Coventry Airport, das Lunt Roman Fort und im Ortszentrum steht die "Baginton Oak", ein alter Eichbaum. Auch das Midland Air Museum und das Electric Railway Museum, Warwickshire befinden sich in unmittelbarer Nähe.
Die Straße von Baginton nach Coventry (Finham district) überquert den River Sowe bei dem Restaurant-Hotel The Old Mill.

## Geschichte
Das Domesday Book beschreibt im 11. Jahrhundert Baginton als kleines Dorf mit 15 Häusern und einer Mühle.

## Sehenswürdigkeiten
Coventry Airport
Der Coventry Airport liegt genau südlich des Dorfes. Er wurde 1936 als Baginton Aerodrome eröffnet und wurde für die allgemeine Luftfahrt, Flugtraining und Fracht- und Passagierverkehr genutzt. Im Zweiten Weltkrieg wurde er für militärische Zwecke genutzt. Im Oktober 1941 wurde die 308 Polish squadron in Baginton stationiert.
Das Midland Air Museum in der Rowley Road schließt sich direkt nördlich an den Coventry Airport an.
Lunt Fort
Die Überreste des römischen Lunt Fort wurden nördlich von Baginton auf einem Steilufer über dem River Sowe entdeckt. In den 1970ern wurden Teile des Forts rekonstruiert und dienen heute häufig zu Unterrichtszwecken für Schulklassen.
Church of St John the Baptist
An der Church of St John the Baptist beginnt ein beliebter Wanderweg, der nach Stoneleigh führt.
Baginton Castle und Fish Ponds
Henry Percy, 1st Earl of Northumberland wurde in Baginton castle eingekerkert, nachdem sein Sohn, Harry Hotspur, bei der Schlacht von Shrewsbury besiegt worden war. Es ist nicht gesichert, wo das "Castle" stand. Es gibt jedoch bei den Fish Ponds die Ruinen eines Hauses aus dem 14. Jahrhundert, die nach Absprache mit den Eigentümern besichtigt werden kann.
Diese Reste und die Fish Ponds sind Ancient Scheduled Monuments (No: 21540-1 & 21540-2).
Baginton Oak Tree
Eine alte Eiche, die Baginton Oak, steht im Ortszentrum. Sie wird auf 300–350 Jahre geschätzt und ist einer der ältesten Bäume in Warwickshire. Ein Public House nebenan ist nach dem Baum benannt.

## Persönlichkeiten
- William Bromley (1663–1732), Politiker

## Galerie

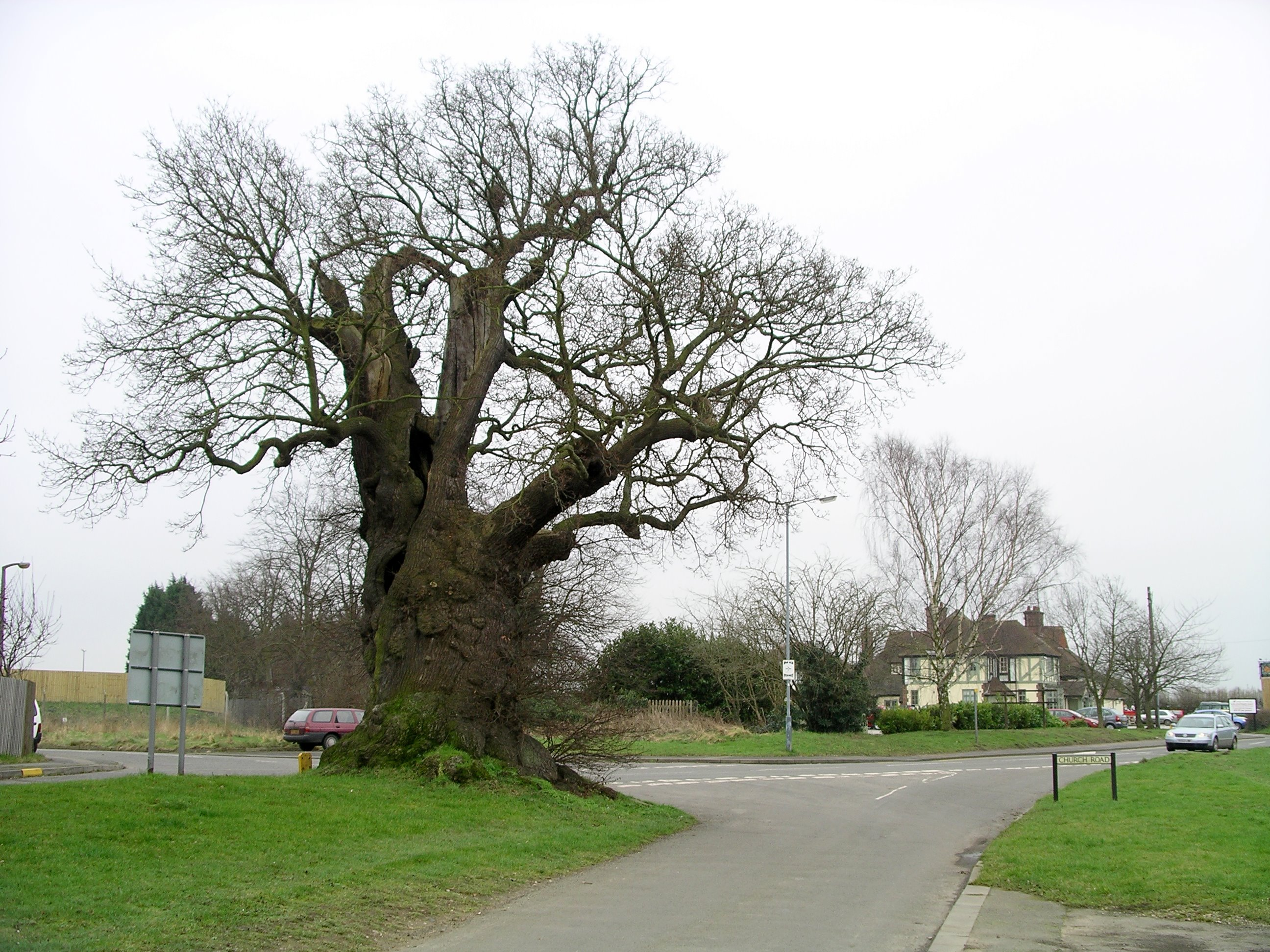
Baginton Oak, mit dem Restaurant The Oak im Hintergrund.
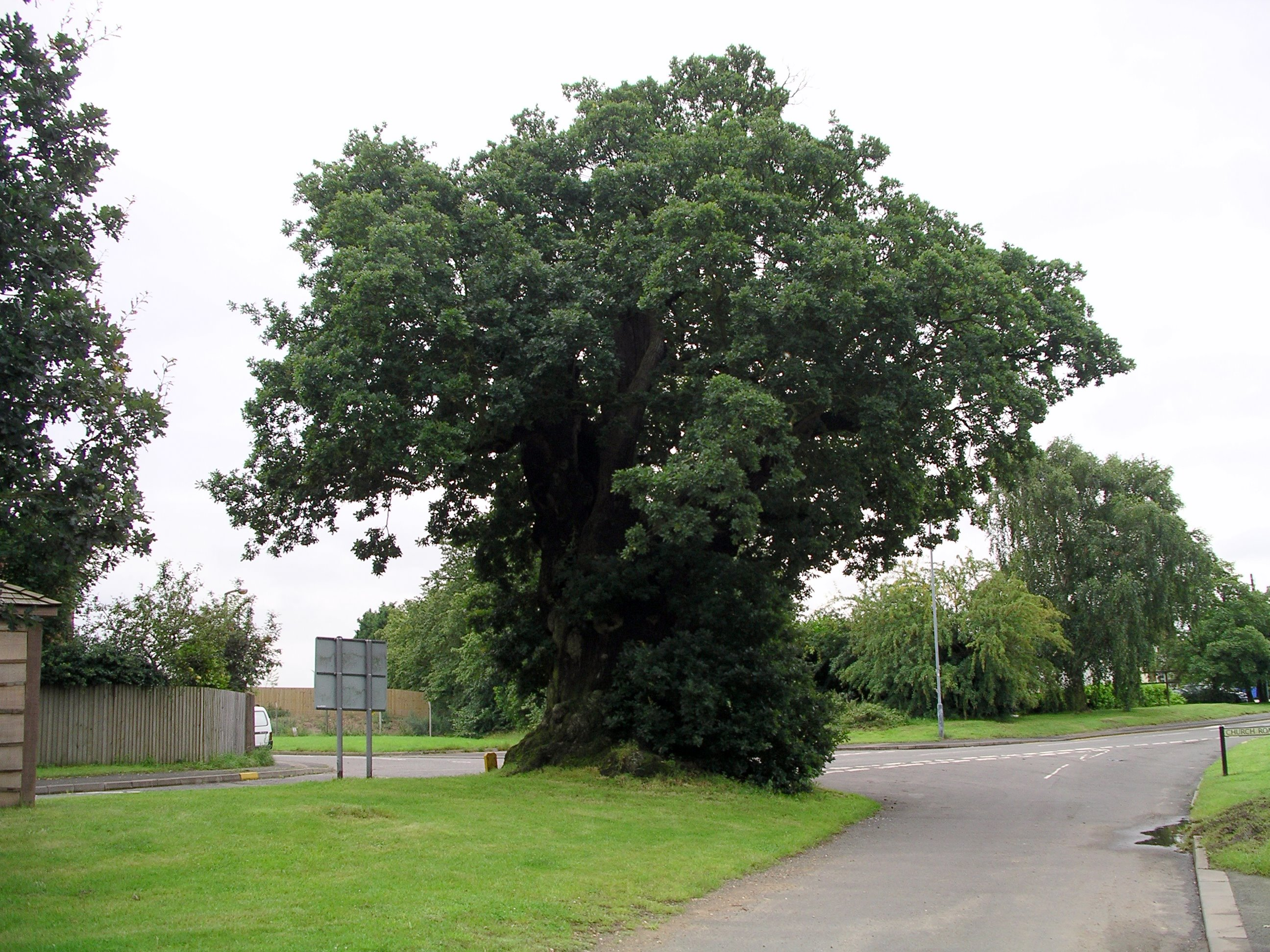
Die Baginton Oak.
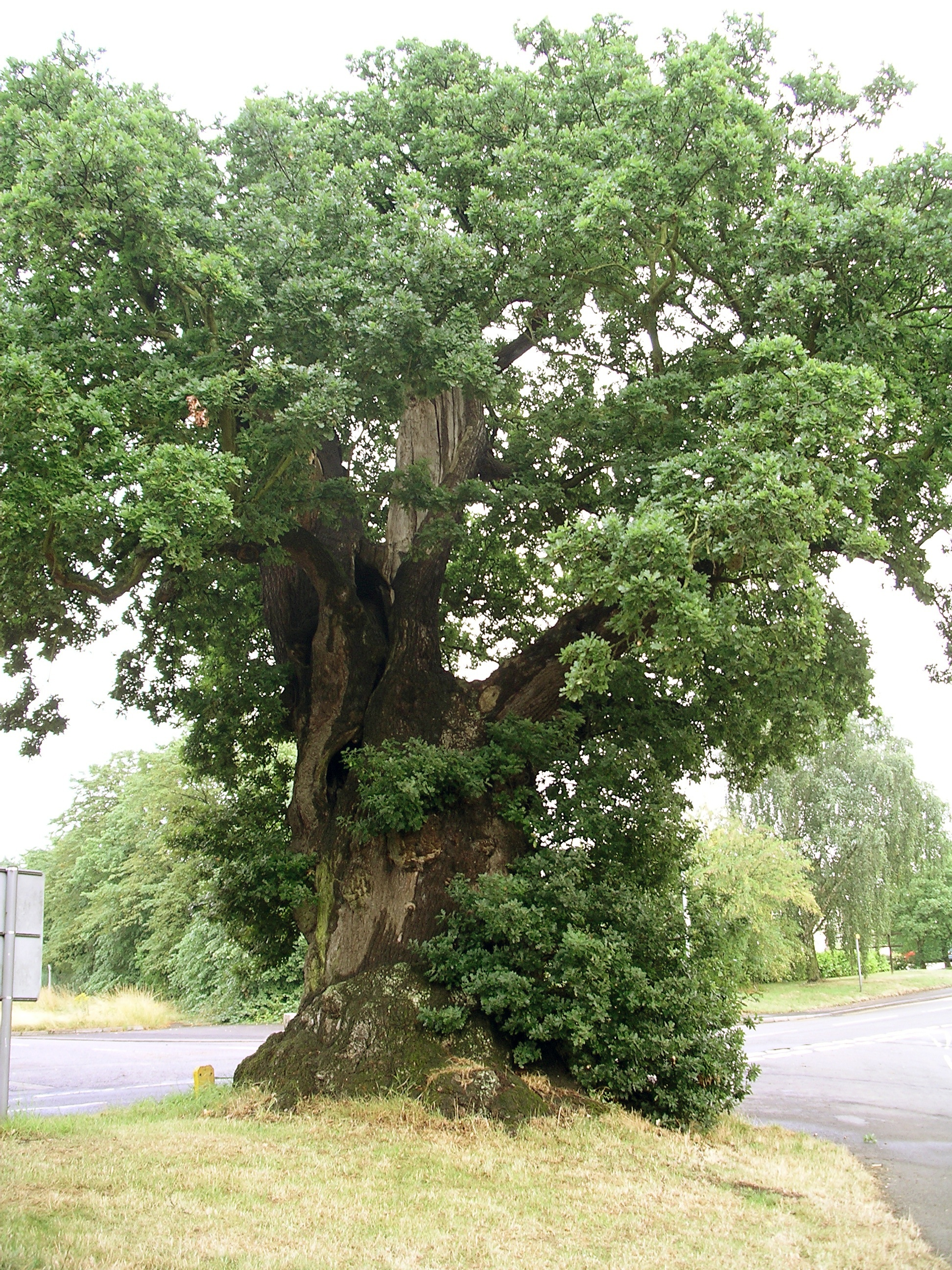
Die Eiche von Baginton im Sommer.
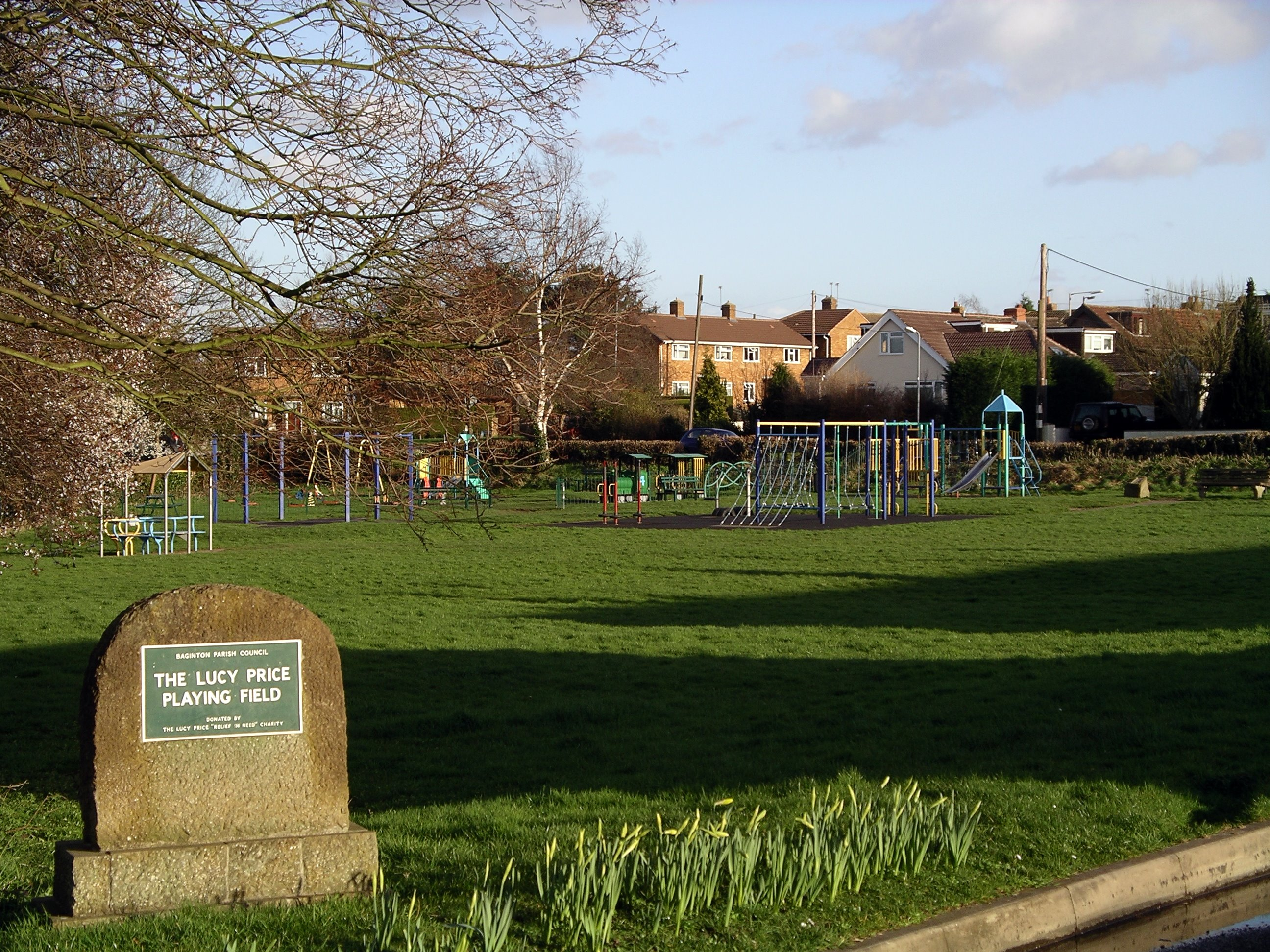
The Lucy Price Playing Field.
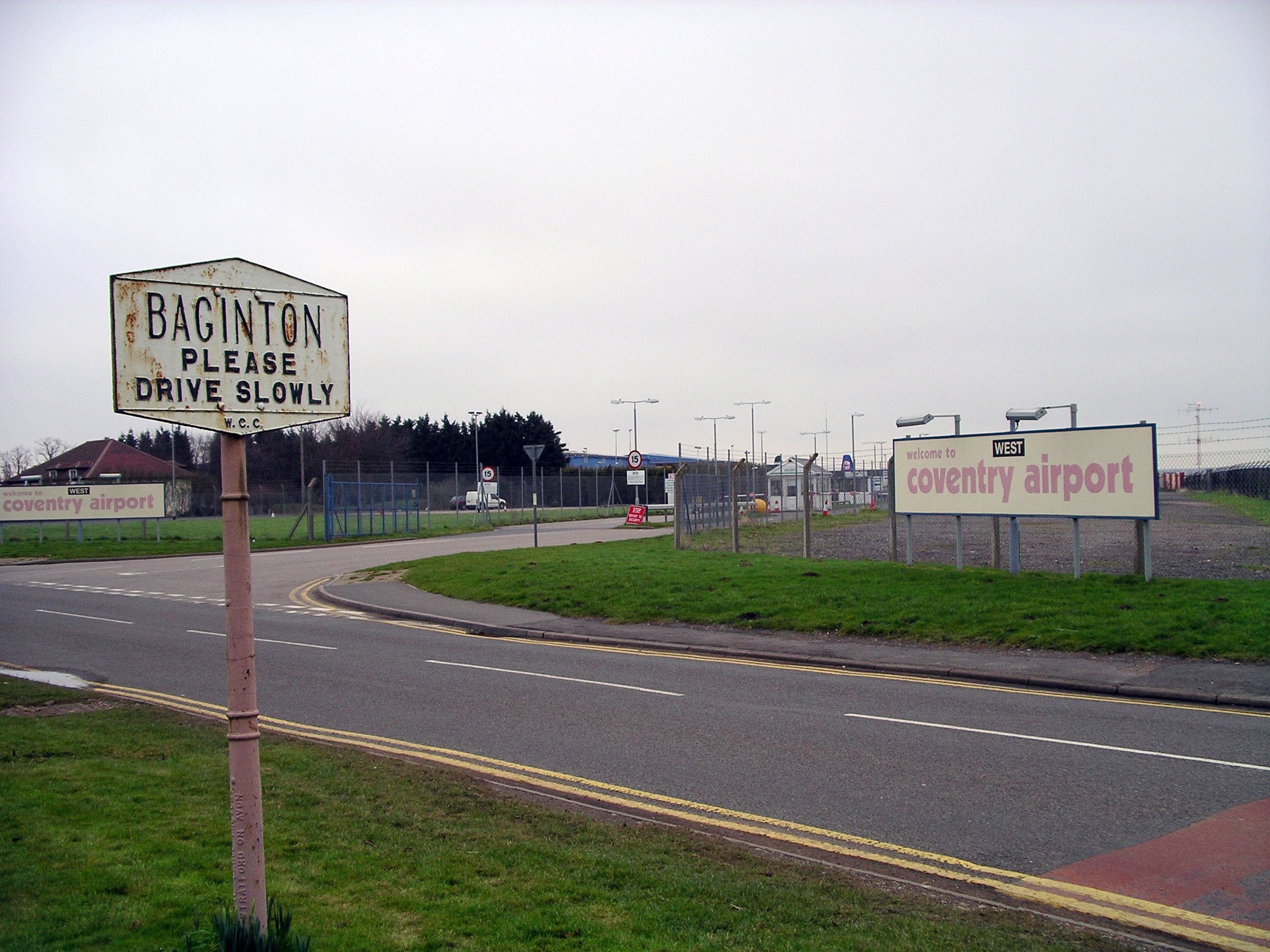
Coventry Airport.
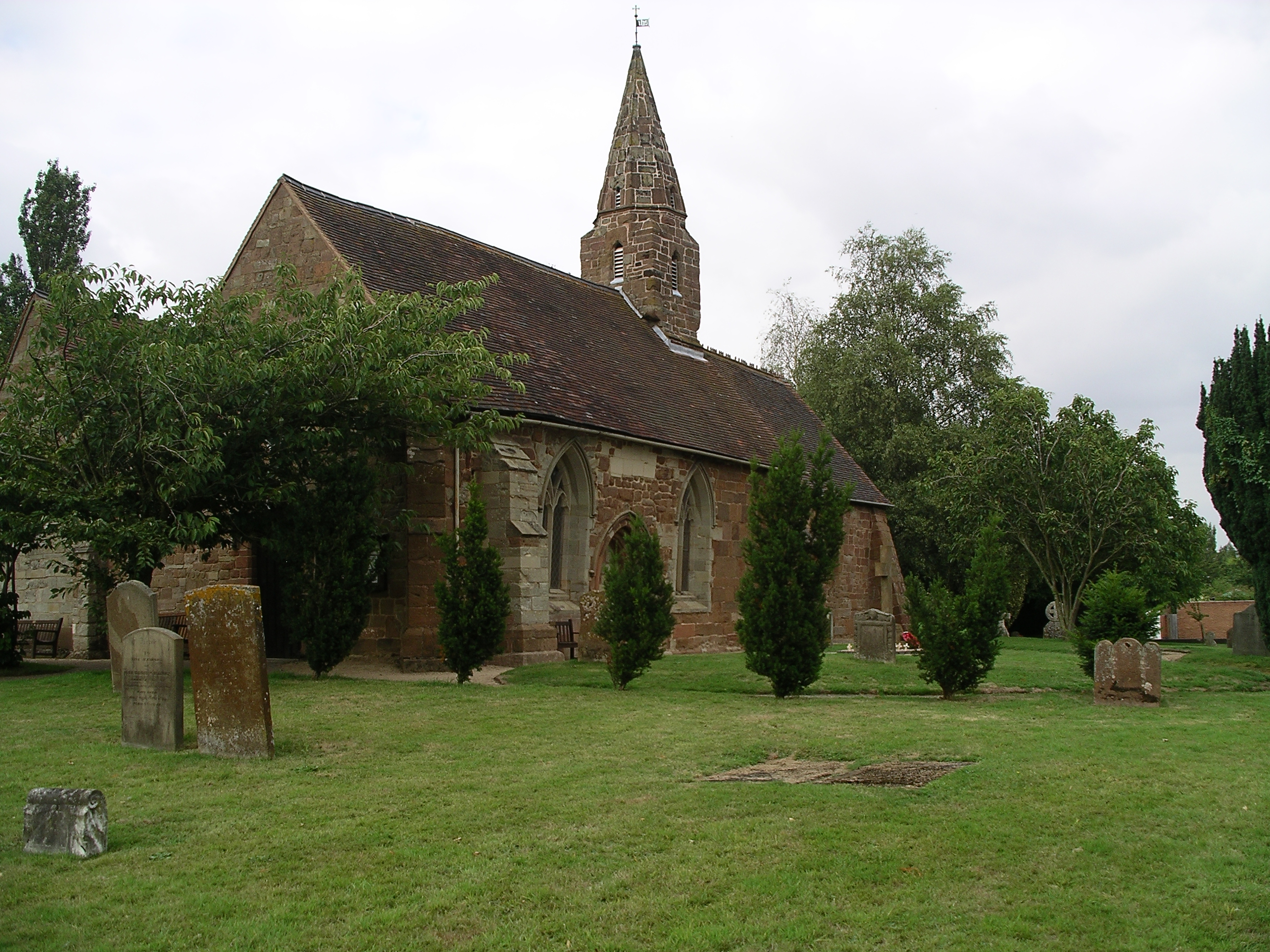
St John the Baptist Church.
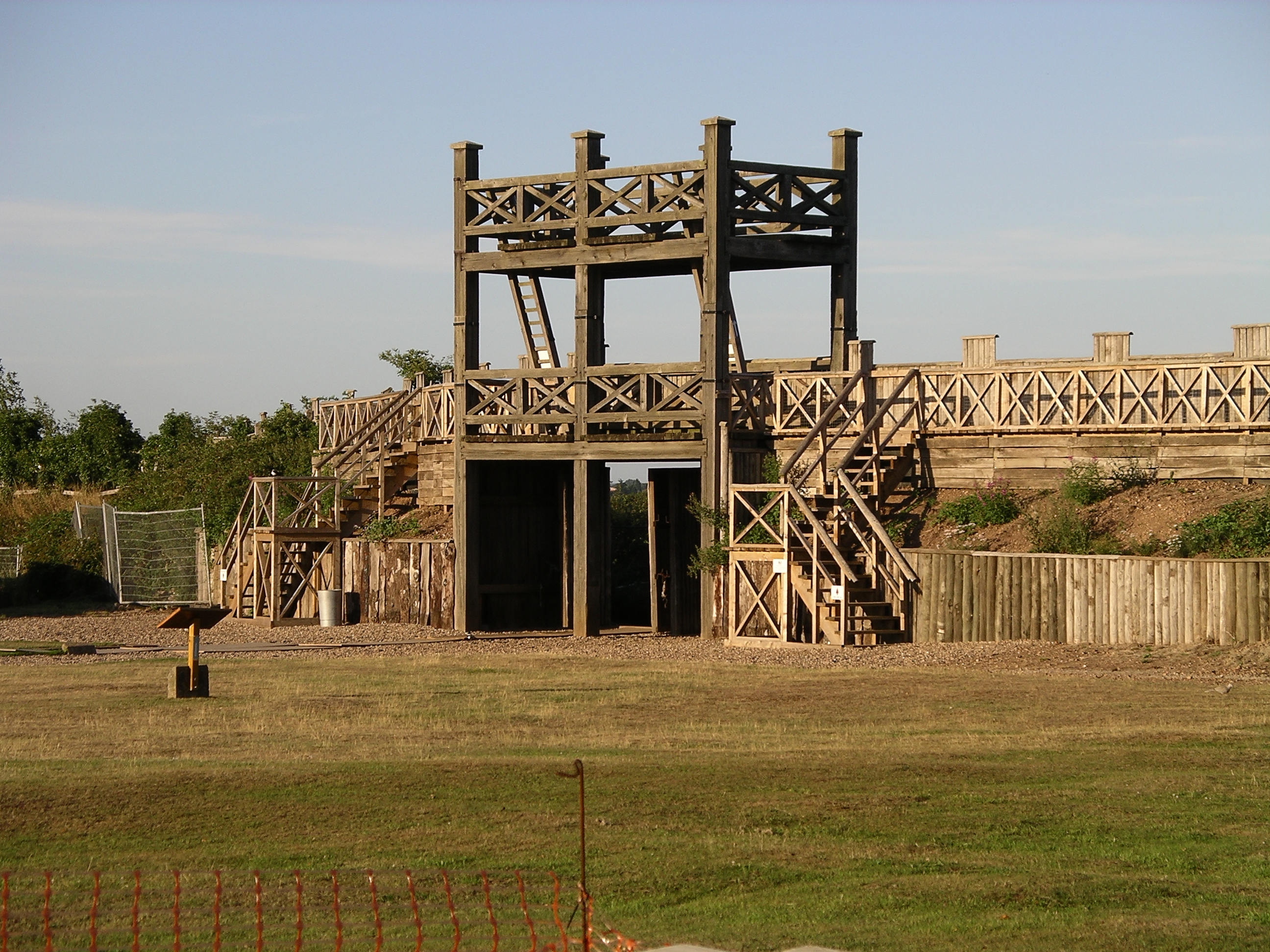
Rekonstruktion des Lunt Fort
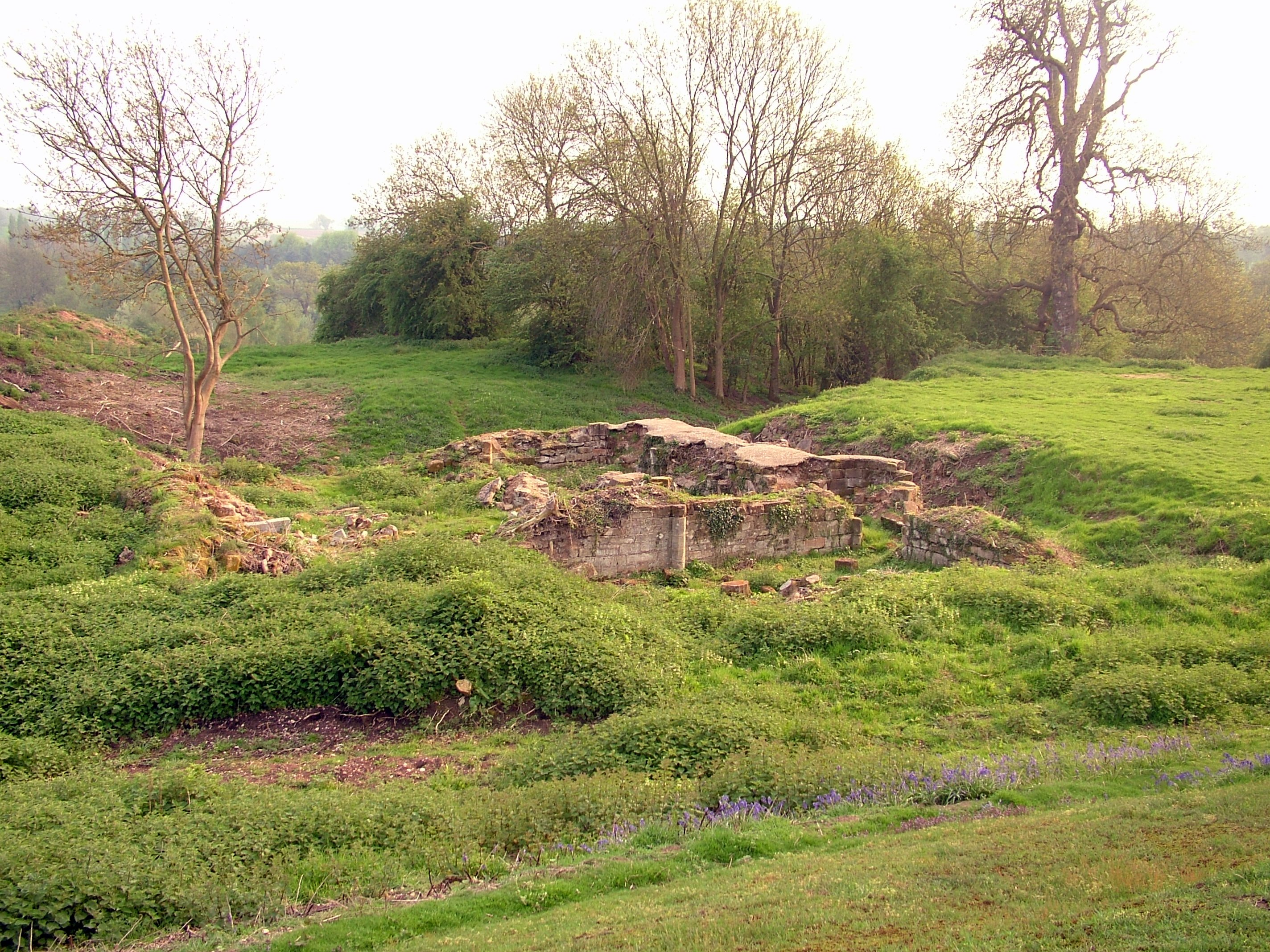
Ruinen aus dem 14. Jh., möglicherweise Baginton Castle